# سرژیکال استرایک رکوردز
سرژیکال استرایک رکوردز (انگلیسی: Serjical Strike Records) یک ناشر موسیقی آمریکایی است که متعلق به گروه موسیقی یونیورسال می‌باشد و در سال ۲۰۰۱ ایجاد گردید.